# Veiled Peak
Der Veiled Peak ist ein 3458 m hoher Berg im Grand-Teton Nationalpark im Westen des US-Bundesstaates Wyoming. Er ist Teil der Teton Range in den Rocky Mountains. Er erhebt sich rund 700 m westlich des Mount Wister im Süden der Bergkette und liegt südlich des Snowdrift Lake im Avalanche Canyon und östlich des Alaska Basins. Über die Westflanke des Berges verläuft die Grenze des Grand-Teton-Nationalparks zur Jedediah Smith Wilderness des Caribou-Targhee National Forest. Der Veiled Peak hat eine Schartenhöhe von 163 m und eine Dominanz von 0,73 km, wobei jeweils der Mount Wister Referenzberg ist. Auf den Gipfel führen keine markierten Wege.

## Belege
1. ↑  Geonames: Veiled Peak. Abgerufen am 23. Juni 2021.
2. 1 2  Peakbagger: Veiled Peak. Abgerufen am 23. Juni 2021.
3. ↑  Naturalatlas: Veiled Peak. Abgerufen am 23. Juni 2021 (englisch).
4. ↑  Rock Climbing in Veiled Peak, Grand Teton National Park. Abgerufen am 23. Juni 2021.